# 西野弘一
西野 弘一（にしの こういち）は、日本の政治家。大阪維新の会所属の大阪府議会議員（通算6期）。衆議院議員（1期）、次世代の党幹事長代理などを務めた。大阪府東大阪市出身。

## 来歴
大阪府東大阪市生まれ。東大阪市立岩田西小学校、清風中学校・高等学校を経て、中央大学法学部卒業。
衆議院議員秘書を経て、2006年（平成18年）8月の大阪府議会議員補欠選挙（東大阪市選挙区）に初出馬で当選。
当選後、自由民主党大阪府議会議員団に所属していたが、2010年3月24日、橋下徹大阪府知事の主張する大阪空港（伊丹空港）の廃港について、橋下知事を支持する別会派「自由民主党・維新の会」（後の大阪維新の会）の決議案に賛成した。さらに「大阪府と大阪市の再編構想（後の大阪都構想）」にも賛同しており、弟の西野修平府議とともに自民党府議団から離団し、自民党籍を残したまま新グループ「ひとつの大阪」を結成。
2010年4月1日、橋下徹大阪府知事（当時）や松井一郎大阪府議（当時。元大阪市長）、浅田均大阪府議らとともに、政治団体「大阪維新の会」結党に参画する。
2012年12月16日の第46回衆議院議員総選挙では、大阪13区から日本維新の会公認で出馬し、初当選した。この選挙区は元々自由民主党所属で弘一の父の西野陽が地盤としていたが、陽は公示日直前に引退を表明。当初、「（西野父子に）親子で（敵味方に分かれて）戦えとは言えない」（松井一郎幹事長）等として、候補者擁立を見送る予定だった日本維新の会は陽の引退で、急遽、弘一を擁立した形となった。一方、自民党側は、「引退は寝耳に水。こちらの候補者擁立と、準備を遅らせる卑劣なやり方だ」と陽の行動を批判し、元吹田市議で吹田市議会副議長を務めた神谷宗幣を対抗馬として急遽擁立。西野の出馬を世襲だと批判したが、最終的には西野が約110000票、神谷が約60000票であり、西野が神谷に倍近い票差で勝利し、当選した。西野は自身の当選について、「府議として大阪で改革を進めてきた成果を認めてもらったことと、大阪維新の改革を日本維新につなげてほしいという有権者の思いがあったことが勝因だ」と述べている。
2014年の日本維新の会解党に伴い、次世代の党に参加した。理由として、共同代表だった橋下徹が合流を目指す結いの党とは「思想信条が全く違い、一緒に政治はできない」としたが、橋下との確執は否定した。次世代の党では幹事長代理に就任した。
同年12月14日の第47回衆議院議員総選挙では、大阪13区から次世代の党公認、大阪維新の会推薦で出馬するも、次点で落選した。
2015年11月7日、次世代の党からの離党を、Twitter上で報告した。
2017年10月の第48回衆議院議員総選挙では、大阪13区から無所属で出馬。この時、弟の西野修平が、衆院選で維新の公認候補を応援せず、弘一を応援するとして、日本維新の会と大阪維新の会の両方から離党した。開票の結果、次々点で落選した。
同年11月の大阪府議会議員補欠選挙（定数2、東大阪市選挙区）に保守系無所属として立候補し、トップで当選（通算4選）。このとき、「西野党」と呼ばれる支援者らが尽力し、弟の修平も応援に入った。当選後、同月に1人会派「改革保守」を結成した。
2019年4月7日の大阪府議会議員選挙（東大阪市選挙区）でも無所属で出馬し、当選した（通算5選）。
2021年10月15日、立候補を検討していた第49回衆議院議員総選挙への出馬見送りを表明した。
2022年4月11日、西野は府議会の一人会派を解散し、大阪維新の会府議会議員団に入団した。また、同月18日には大阪維新の会に復党したことを、Twitter上で公表した。他方、弟の修平は2020年10月に自民党に復党しており、4月12日に自身のブログ上で、兄弟としての縁が終生切れることはないとしつつも、行動を共にした兄弟が別の道を歩んでいると綴っている。
2023年4月、大阪府議会議員選挙（東大阪市選挙区）で大阪維新の会公認候補として出馬し、同選挙区の史上最多得票を獲得する磐石の戦いを見せ、トップ当選を果たした（通算6選）。
2025年2月26日、日本維新の会が実施する、同年夏の第27回参議院議員通常選挙大阪府選挙区の候補者の予備選挙に立候補を届け出た。3月10日、特別党員による電子投票の形で1次選考が行われ、西野は落選した。

## 政治的主張

### 国家観
- 首相の靖国神社参拝を問題ないとしている[33]。
- 「村山談話」及び「河野談話」を見直すべきとしている[33]。
- 式典における君が代斉唱・日章旗掲揚は、公立学校はもちろんの事、国旗国歌条例の効力の及ぶ地域なら私立学校でも行なわれて然るべきだと主張[34]。

### 皇室
- 女性宮家の創設に反対している[35]。

### 安全保障・外交
- 憲法9条の改正に賛成[33]。
- 日本の現状はすでに「平和が侵されて」おり、神学論争ではなくその現実の認識に立った議論をすべきだと主張[36]。
- 集団的自衛権の行使に賛成[33][37][35]。
- 特定秘密保護法を必要としている[33]。
- 中国に対しては、厳しい姿勢で望むべきであるとしている[37][35]。また、2012年夏の政府による尖閣諸島国有化を評価するとしている[35]。
- TPPへの参加については、賛成の意見を表明しているが、参加にあたっては、米をはじめ様々な物品に対し、可能な限り多くの制限をかけるべきとしている[35]。
- 日本の核武装をすることは、今後の国際情勢に応じて検討すべきだとしている[35]。
- 災害対策の観点から、北方領土・竹島・尖閣諸島の気象観測をすべきと主張。特に尖閣諸島については地上に観測機器を設置すべきと主張。[38]

### 原子力の利用
原発は日本に必要としており、原子力規制委員会が2012年12月現在製作中の新安全基準を満たした原発については再稼働しても良いとしている。

### 選択的夫婦別姓制度反対と憲法第24条改正
選択的夫婦別姓制度の導入に反対している。また、西野は憲法24条の改正を主張しているが、その理由として「夫婦別姓のような法律ができたりして、こういう日本の家族という価値観を根底から覆すような法律を国家権力は作らないように」をあげている。

### 子育て制度
子育て制度について、保育・幼稚園を包括したバウチャー制度を主張している。保育・幼稚園・子ども手当にかかっている経費を合算すれば、幼児一人当たり、月額5万円の支給が可能。一律支給したうえで、実費で保育サービスを利用するのか、家庭で子育てをするのかを国民に選択してもらう（選択の自由を広げる）べき、と主張している。

### 教育制度
- 公立高校と私立高校の格差解消を訴えている。大阪では私学無償化を果たしたことで公立高校から私立高校へ多数の生徒が選択を変えた事実をもとに、私学無償化による学校間の競争で教育の質が向上するとともに、家庭環境によらない進路選択ができるようになると主張している[42]。
- 「道徳」を小中学校の授業で教える事に賛成[33]。
- 定員割れした府立高校の再編整備を進める大阪府の方針に賛成[43]。

### 沖縄基地問題
沖縄の基地問題について、「イデオロギー闘争はもういらない。それよりも沖縄の人の生活を向上させること」と主張している。その背景として、巨額の交付金を受けながら、全国ワーストの離婚率・貧困率・生活保護率・大学進学率等をあげている。

### リニア中央新幹線
リニア中央新幹線について、関西の経済だけでなく、日本全体への波及効果を考慮すれば、全線同時開通を国の力で進めるべきだ、と主張している。その際、名古屋-大阪間は国の事業として開通させ、JR東海にレンタルすることを提案している。

### 議会改革
- 大阪府議会の議員定数が88から79に削減されたことについて、「大いに評価する」と回答。一方で今後の議員定数については「増やすべき」と回答した[43]。
- 2023年時点で30%削減されている府議の議員報酬について、「増やすべき」と回答[43]。
- 「クオータ制」の導入に反対[43]。

### その他
- カジノの解禁について、2014年のアンケートでは賛成していた[33]。2018年ごろには「インバウンドと言ってたのに、いつの間にやら、外資が日本人から賭博で巻き上げる為の実施法になってしまった」と主張し反対に転じた[46][47]が、維新復党後の2023年の候補者アンケートでは再びカジノ賛成に転じた[43]。また、大阪へのIRの誘致の是非を問うため、住民投票を行うべきだという意見に反対と回答[43]。
- 負担増が耐えられないため、年金の給付水準が下がるのはやむをえないとしている[33]。
- ヘイトスピーチを法律で規制することに反対[33]。
- 大阪都構想に賛成していた[48]。2回目の住民投票で同案が再否決された後の府市制度については、3回目の住民投票は行わず、大阪市の行政区の再編を行うべきだと回答[43]。

## 人物
- 地元（東大阪市）出身の大物・西野陽の長男であり、陽から引き継いだ地盤と知名度を強みとする[19]。
- 宗清皇一とは衆院選の大阪13区のみならず、自民党所属時代には、3度の大阪府議選（東大阪市選挙区）でぶつかって保守票を分け合ってきた[19]。

## 著書
- 『憲法の憂鬱-改正を超えて自主憲法制定へ』（青林堂）2016年

## 脚註・参考
1. 1 2  平成24年（2012年）12月17日大阪府選挙管理委員会告示第119号（衆議院小選挙区選出議員選挙における当選人の決定）
2. ↑  平成18年8月6日執行大阪府議会議員選挙(補欠選挙)
3. ↑  西野弘一　自民党大阪府議会議員団のITサポート・グループ運営(2012年12月17日閲覧)
4. 1 2  西野こういちプロフィール（西野弘一事務所）2012年12月17日閲覧
5. ↑  産経新聞2010年3月25日夕刊　自民府議団3人離脱　分裂3度目　橋下知事に賛同
6. ↑  産経新聞2010年3月26日朝刊 　自民離団3府議「ひとつの大阪」立ち上げ　「最初で最後のチャンス」
7. ↑  選挙不敗神話の秘密』講談社2012年12月17日閲覧
8. 1 2  衆院選2012特集 選挙区　大阪府当選者一覧（msn産経ニュース2012年12月17日14:56閲覧）
9. 1 2  “（１）支援者“股裂き”に戸惑い　大阪１３区、愛媛１区”. 産経新聞. (2012年12月11日).  オリジナルの2012年12月13日時点におけるアーカイブ。
10. ↑  2012年12月11日放送の18時台の特集/バックナンバー（関西テレビFNNスーパーニュースアンカー2012年12月11日放送分(2012年12月18日閲覧)）
11. ↑  “大阪１３区で自民が“無血開城”　西野氏引退で長男の維新府議が出馬へ”. 産経新聞. (2012年11月21日).  オリジナルの2012年11月29日時点におけるアーカイブ。
12. ↑  大阪13区の各候補者の得票は　西野：109756票　神谷：58465票　寺山：25538票　樋口：16389票　皿田：3131票である。
13. ↑  選挙区 大阪府 当選者一覧（msn産経ニュース2012.12.16（開票終了）(2012年12月17日配信)）
14. ↑  維新強し西野さん圧勝 府議実績、知名度生かす（大阪日日新聞2012年12月17日配信(配信日に閲覧)）
15. ↑  西野弘一氏「初心忘れず政治活動」 維新、第3党にらむ躍進（日本経済新聞2012年12月16日22:00配信(配信日に閲覧)）
16. ↑  産経新聞「産経ニュース」2014年6月5日“踏み絵”で事情浮き彫り　思想信条、執行部批判　大阪系→石原新党のサプライズも
17. ↑  次世代機関紙（号外2表） (PDF)
18. ↑  nishino_koichiのツイート（662893768912211968）
19. 1 2 3  混戦・激戦の大阪１３区「まるで府議選」元自民府議ら３人が因縁の対決（産経新聞 2017/10/12 06:00）
20. ↑  産経新聞「産経ニュース」2017年10月6日維新府議が離党、衆院選めぐり「人の道通す」
21. ↑  修平の独り言 大阪維新の会（日本維新の会）を離党（平成２９年１０月６日（金））
22. ↑  大阪府議会議員補欠選挙（東大阪市選挙区）開票結果東大阪市
23. ↑  修平の独り言 一からの出直し（平成２９年１１月１９日（日））
24. ↑  会派別構成の異動について大阪府議会議会事務局 2017年11月28日
25. ↑  統一地方選挙2019 大阪府議選（読売新聞オンライン）
26. ↑  “２０２１衆院選：13区西野氏は出馬を見送り　／大阪”. 毎日新聞. (2021年10月16日) 2021年10月27日閲覧。
27. ↑  大阪府公式HP 最新！大阪府議会情報＿R4.4.11
28. ↑  nishino_koichiのツイート（1515949436694056962）
29. ↑  修平の独り言 私と兄。（令和４年４月１２日（火））
30. ↑  大阪府議会議員選挙の速報・開票結果 統一地方選挙2023（読売新聞オンライン）
31. ↑  “維新、参院予備選に8人が立候補　4月8日に投開票”. 産経新聞. (2025年2月26日) 2025年2月28日閲覧。
32. ↑  “参院選大阪選挙区の維新予備選、1次選考で男女4人当選　現職や府議ら”. 産経新聞. (2025年3月10日) 2025年3月10日閲覧。
33. 1 2 3 4 5 6 7 8 9 10  2014衆院選　大阪13区　西野　弘一 - 毎日新聞
34. ↑  「国旗・国歌」私立校にも圧力　自主規制戦前と同じ　大阪私立校連合会 参加校に実施指示 クリスチャン新聞 2013年2月3日
35. 1 2 3 4 5 6 7  選挙 2012衆院選 小選挙区 大阪１３区 西野弘一（毎日.jp2012年12月17日配信(2012年12月17日閲覧)）
36. ↑  第186回国会 - 衆議院 - 憲法審査会 - 平成26年11月10日 [出典無効]
37. 1 2 3  朝日新聞　候補者アンケート　西野　弘一（朝日新聞デジタル2012年12月17日閲覧）
38. ↑  第186回国会 - 衆議院 - 災害対策特別委員会 - 平成26年10月23日 [出典無効]
39. ↑  選択夫婦別姓アンケート、mネット、2014年 [出典無効]
40. ↑  第183回国会 - 衆議院 - 憲法審査会 - 12号　平成25年06月13日 [出典無効]
41. ↑  憲法に「家族の助け合い」を入れるべきか？自民党改憲草案に河野太郎議員が反論
42. 1 2  第185回国会 - 衆議院 - 予算委員会 - 平成26年02月18日 [出典無効]
43. 1 2 3 4 5 6 7  “東大阪市 候補者アンケート 統一地方選挙2023”. NHK. (2023年3月31日) 2023年4月13日閲覧。
44. ↑  東洋経済オンライン - 2014年11月10日
45. ↑  第186回国会 - 衆議院 - 国土交通委員会 - 平成26年10月15日 [出典無効]
46. ↑  nishino_koichiのツイート（1003808147734032384）
47. ↑  nishino_koichiのツイート（988586165744746496）
48. ↑  “大阪都構想制度案が府議会可決　自主投票の自民は反対多数　維新と公明は賛成”. 毎日新聞. (2020年8月28日) 2023年4月13日閲覧。